# (8226) 1996 TF7
1996 تي أف 7 (ويعرف أيضًا باسم (8226) 1996 تي أف 7 وفق تسمية الكوكب الصغير) (بالإنجليزية: 1996 TF7)‏ هو كويكب ضمن حزام الكويكبات؛ وترتيبه 8226 من حيث الاكتشاف.
اكتُشف هذا الجُرم الفلكي بواسطة تاكيشي أوراتا ‏ في 5 أكتوبر 1996.

## وصلات خارجية
- (8226) 1996 TF7 في قاعدة بيانات مختبر الدفع النفاث لأجرام النظام الشمسي الصغيرة

- الاكتشاف · مخطط المدار ·  العناصر المدارية · المعلمات المادية

- (8226) 1996 TF7 على موقع ويكي سكاي: DSS2, SDSS, GALEX, IRAS, Hydrogen α, X-Ray, Astrophoto, Sky Map, Articles and images